# Walter Sieben
Walter Sieben, Künstlername Tony Weller (* 9. August 1936 in Aachen) ist ein deutscher Komponist, Textdichter, Sänger und Bandleader, der in den 1950er- und 1960er-Jahren große Erfolge feierte und bis in die 2000er-Jahre als Musiker aktiv war.

## Leben und Karriere
Walter Sieben wurde am 9. August 1936 als Sohn des Berufsmusikers Martin Sieben in Aachen geboren. Im Alter von 17 Jahren hatte Sieben seine Ausbildung beendet. In Köln hatte er Gesang und Bariton studiert und in Aachen gleichzeitig die Ausbildung am Contrabass beendet. Nach diesen Ausbildungen spielte er zusammen mit seinem Vater im Orchester. Durch diese Arbeit erlangte er durch die täglichen Auftritte als Berufsmusiker die notwendige Routine und Erfahrung. Aufgrund seines Interesses für Jazz-Musik knüpft er im Deutschland der Nachkriegsjahre in amerikanischen Clubs erste Kontakte zu Jazz-Bands und -Musikern.
Seit 1955 entwickelte er sich zum Solo-Sänger und hatte 1956 seinen ersten Auftritt im Hamburger „Cherie“ am Hamburger Steindamm. Bis zum Jahr 1957 war er für den WDR tätig, wo er als Sänger unter seinem Namen Walter Sieben wirkte. Durch die Vermittlung des Arrangeurs Heinz Woezel von Kurt Edelhagen machte er Probeaufnahmen bei Telefunken/Teldec, wo er mit 20 Jahren gleich einen Fünf-Jahres-Vertrag bekam. Unter dem Künstlernamen Tony Weller, den die Plattenfirma ihm gegeben hatte, sang er unter anderem zahlreiche deutsche Versionen der Titel von Pat Boone, die in Hamburg aufgenommen wurden, und wurde schnell der „deutsche Pat Boone“ genannt. Sieben war als Tony Weller sehr erfolgreich und arbeitete insgesamt 10 Jahre für die Teldec. Er ging mit zahlreichen bekannten Schlagerstars wie Vico Torriani, Lys Assia, Gitta Lind und Margot Eskens auf Tournee und nahm zahlreiche Platten mit Liedern amerikanischer Stars auf.
Nach Abklingen seiner Karriere als Tony Weller und im Anschluss an die Jazzband The Nicols und diversen Auftritten in ganz Deutschland und Erfolgen in den US-Airbases, entdeckte ihn Martin Böttcher 1963 wieder für die Schallplatte bei Ariola unter dem Arrangement von James Last. Später produzierte er unter seinem Geburtsnamen in den Niederlanden mehrere Schlager-Schallplatten für Philips und spielte auch in Kölner und Berliner Aufnahmestudios Platten ein. Teilweise wirkte er auch in den Chören von Botho Lucas und Günter Kallmann mit.
Nach diversen Auftritten mit eigener Band in den 1970er und 1980er Jahren sowie Tätigkeiten als Radio-Moderator kam Walter Sieben zum Aachener Karneval. Mit der damals sehr bekannten Aachener Karnevals-Band 3 Atömchen machte er Plattenaufnahmen im Tonstudio des niederländischen Arrangeurs und Produzenten Jan Theelen im südniederländischen Munstergeleen unweit der deutsch-niederländischen Grenze bei Aachen. Während dieser Zeit komponierte und textete er viele eigene Karnevalslieder, die er selbst als Interpret sang und u. a. beim Kölner Label Majaphon veröffentlichte. Dabei entstand 1985 auch sein größter Karnavals-Hit Wer einmal in Aachen war, der nach ihm noch von zahlreichen weiteren Interpreten gesungen wurde und der zu einem Klassiker des Aachener Liedguts geworden ist. Er trat noch viele Jahre als Sänger auf Karnevalsveranstaltungen und Events wie dem Aachener Weihnachtsmarkt auf, bevor er sich schließlich zur Ruhe setzte.
Walter Sieben lebt in Aachen und ist verheiratet mit Hilde Sieben. Sein Bruder Heinz Sieben war ebenfalls als Bandleader und Sänger erfolgreich.

## Diskografie

### Alben (Auswahl)
Viele Schallplatten und CDs von Walter Sieben sind heute nicht mehr oder nur noch schwer erhältlich. Einige Titel aus der Zeit als Tony Weller hat Bear Family Records am 31. Oktober 2005 als CD unter dem Titel Irgendwo im fremden Land – Pat Boone Hits auf Deutsch auf den Markt gebracht.
- Walter Sieben: Irgendwo im fremden Land – Pat Boone Hits auf Deutsch (Bear Family, 2005)
- Walter Sieben: Auf der Straße der Erinnerung (Hit and Roll Studio, 2011)
- Walter Sieben: American Evergreens (Hit and Roll Studio, 2011)
- Walter Sieben: Laila (I.A.E.S. Tonstudio und Musikproduktion Meinolf Bauschulte, Roetgen)

Karnevals-Alben:
- Walter Sieben singt: Wer einmal in Aachen war, O sag mir das noch einmal und viele andere Stimmungslieder (Majaphon (LC 7595), MC 28705)
- Walter Sieben: Ene richtije Öcher (Onger os, Studio Karelhoeve – Jan Theelen, Munstergeleen, 1997)
- Walter Sieben: Wer einmal in Aachen war – Die besten Stimmungslieder von und mit Walter Sieben

### Musiktitel (Auswahl)
Ähnlich wie bei den Alben sind viele Singles von Walter Sieben heute vergriffen. Zu seinen erfolgreichsten Titeln zählen:
- 1957: So wie damals, Baby
- 1957: Unter dem Mangobaum
- 1957: In Honolulu am blauen Meer
- 1957: Für uns zwei
- 1957: Jeden Morgen
- 1958: So schön wie heut’
- 1958: Terry
- 1961: Josephine
- 1961: Frag mich nie
- 1962: Darling, dann komm zu mir
- 1962: In guten und in schlechten Tagen
- 1985: Ballerina
- 1985: Lass ihn doch gehn (Musik: Jan Theelen; Text: Walter Sieben)
- 1986: Im Hafen von Adano (Musik: Don Pelosi, Harald Fiels; Text: Kurt Feltz; Verlag: Melodie der Welt)[1]
- 1986: My Darling, ich liebe Dich (Musik und Text: Walter Sieben; Verlag: Edition Pick up)[1]
- Laila (Musik und Text: Dauber von Beda; Verlag: Boheme)[1]
- Auf der Straße der Erinnerung (Musik: Walter Sieben, H. G. Wagener; Text: Ralph Tonius; Verlag: Edition Pick up)[1]
- Bleib immer bei mir
- Spanische Rose
- Tango Nostalgie (Musik und Text: Ralph Tonius; Verlag: Edition Pick up)
- Eine Liebe für immer
- Arrevederci Maria
- Das große Heimwehlied
- Lied der Sehnsucht
- Im Hafen von Piräus
- Insel
- Darling
- Hey was ein Tag
- Eine Liebe für immer

Karnevals-Titel:
- 1985: Wer einmal in Aachen war (Musik und Text: Walter Sieben, Arrangement: Leo Lamm)
- Wir sind Straßensänger (Musik und Text: Walter Sieben, Arrangement: Jan Theelen)
- Tralali Tralalu (Musik und Text: Walter Sieben, Arrangement: Jan Theelen)
- Die Menschen vom Dreiländereck (Musik: Walter Sieben, Text: Ralph Tonius)
- Freunde, kommt her! (Musik und Text: Ralph Tonius, Arrangement: Robby Schmitz)
- Die Samba ist der größte Hit (Musik und Text: Ralph Tonius, Arrangement: Robby Schmitz)
- Samba op de Rues (Musik und Text: Leo Lamm)
- Klenkes-Polonaise (Musik und Text: Leo Lamm / Walter Sieben)
- Die blaue Partei (Musik und Text: Ralph Tonius, Arrangement: Werner Dies)
- O sag’ mir das noch einmal (Musik: Josef de Lamboy, Text: Jacques Königstein, Arrangement: H.G. Wagener)
- Fußball-Ballade (Musik und Text: Ralph Tonius, Arrangement: Rolf Granderath)
- Akupunktur-Walzer (Musik und Text: Ralph Tonius, Arrangement: Robby Schmitz)
- Wir trimmen uns fit (Musik und Text: Ralph Tonius, Arrangement: Robby Schmitz)
- Jetzt singt mal alle mit (Musik und Text: Walter Sieben)
- Wiiverfastelovvend (Musik: Walter Sieben, Text: Drei Atömchen)
- Ene richtije Öcher hat ömmer Heimweh (Musik und Text: Walter Sieben)
- Von Belgien bis Ägypten (Musik und Text: Walter Sieben)
- Wenn die Öcher Penn… (Musik und Text: Walter Sieben)
- Os Oche es schönn (Musik: John Kander, Text: Walter Sieben)
- Aachener Mädchen (Musik und Text: Walter Sieben)
- Rosenmontag auf Hawaii (Musik und Text: Walter Sieben)
- Os Oche, Stadt an Wurm en Pau (Musik: Trad., Text: Richard Wollgarten)
- Unser Coco ist der Beste (Musik und Text: Walter Sieben)
- Aachen, die Stadt meiner Träume (Musik und Text: Hans Montag)
- Komm in meine Arme (Musik und Text: Walter Sieben)
- Goodbye, auf Wiederseh’n (Musik und Text: Walter Sieben)